# Маджестик-12
„Маджестик-12“ (на английски: Majestic-12, MJ12) е название на хипотетична уфологична организация в САЩ.
Поддръжниците на тази конспиративна теория считaт, че това е свръхсекретна група от 12 държавни служители, сформирана през 1947 г. със заповед на президента Хари Труман. Тяхната основна цел е да документира различни явления свързани с НЛО след инцидента в Розуел, Ню Мексико през 1947 г., където според някои се разбива извънземен космически кораб и са намерени тела на извънземни.
„Маджестик-12“ е компонент на теорията на световния заговор и уфологична доктрина. Според ФБР всички документи, свързани с тази група, са фалшифицирани, някои от тях са напечатани на пишеща машина, която не е съществувала през 1947 година. Според някои „Маджестик-12“ е създадена с цел фалшификация на явления, свързани с НЛО, за сплашване и държане в подчинение на по-ниско образованото население. Документите, свързани с групата, стават обществено достояние едва след като последният от първоначалните 12 членове умира.
Във видеоиграта „Deus Ex“ съществува групировка Маджестик-12, която контролира целия свят. В песента Aliens Exist на групата „Блинк-182“ последното изречение завършва с „12 лъжи на Маджестик“. Тяхното име се появява и в телевизионни сериали.